# SU-100Y
SU-100Y는 제2차 세계 대전 당시 소련에서 개발된 다목적 자주포이다. T-100 중(重)전차를 기반으로 개발하였고 적 토치카 무력화 및 차량 파괴용으로 설계되었다. 시제품이 1940년 3월에 생산되었고, 겨울전쟁때 투입되었지만 단 1대만 생산되고 프로젝트는 중지되었다. 현재는 쿠빈카 박물관에서 소장중에 있다.

## 같이 보기
- SU-100
- SU-85